# Dawn of the Freak
Dawn of the Freak is het debuutalbum van de Belgische rockband The Haunted Youth. Het album verscheen op 4 november 2022 en bevat tien nummers, waaronder zes eerder uitgebrachte singles zoals Teen Rebel, Gone en Broken.

## Achtergrond en productie
The Haunted Youth werd opgericht in 2019 rond frontman Joachim Liebens, wiens mentale problemen een sterke invloed hadden op de stijl van de groep. Hun debuutsingle Teen Rebel was in 2021 een van de drie winnaars van de wedstrijd De Nieuwe Lichting van Studio Brussel. Later in 2021 kwamen hun volgende singles Coming Home en Gone uit, en in 2022 verschenen Shadows, Broken en I Feel Like Shit and I Wanna Die. De band bundelde de zes singles op het album Dawn of the Freak en vulde het aan met vier andere nummers. Het album verscheen op 4 november 2022 bij Mayway Records. Liebens, die alle nummers schreef, was ook zelf producer.

## Lijst met nummers
1. "Dawn of the Freak" – 2:30
2. "Teen Rebel" – 4:17
3. "Stranger" – 3:39
4. "Gone" – 7:01
5. "Shadows" – 3:49
6. "Broken" – 4:45
7. "I Feel Like Shit and I Wanna Die" – 3:36
8. "House Arrest" – 4:03
9. "Coming Home" – 4:25
10. "Fist in My Pocket" – 5:07

## Ontvangst
Dawn of the Freak werd algemeen positief ontvangen. Het album kreeg lof voor zowel tekst, die veelal in het teken staat van mentale problemen en depressie, als instrumentale uitvoering. Het tijdschrift Humo gaf het album vier sterren, terwijl het op MusicMeter 3.81 sterren kreeg op basis van 281 stemmen. Met name de eerder uitgebrachte singles werden goed onthaald, al merkte het muziekmedium Dansende Beren op dat het album zelf daardoor weinig vernieuwing met zich meebracht.